# Kapušianske Kľačany
Kapušianske Kľačany é um município da Eslováquia, situado no distrito de Michalovce, na região de Košice. Tem 20,28 km² de área e sua população em 2018 foi estimada em 964 habitantes.

## Demografia
| Ano:        | 1994 | 2004    | 2014    | 2024   |
| ----------- | ---- | ------- | ------- | ------ |
| Broj ljudi: | 738  | 822     | 922     | 976    |
| Razlika:    |      | +11,38% | +12,16% | +5,85% |

| Ano:               | 2023 | 2024   |
| ------------------ | ---- | ------ |
| Número de pessoas: | 949  | 976    |
| Diferença:         |      | +2,84% |